# Moore Embayment
Das Moore Embayment ist eine große und vereiste Bucht an der Hillary-Küste der antarktischen Ross Dependency. Sie liegt zwischen der Shults-Halbinsel und dem Minna Bluff auf der nordwestlichen Seite des Ross-Schelfeises.
Teilnehmer der Discovery-Expedition (1901–1904) unter der Leitung des britischen Polarforschers Robert Falcon Scott entdeckten sie. Namensgeber ist Admiral Arthur Moore (1847–1943) von der Royal Navy, Leiter des Flottenverbands im südafrikanischen Kapstadt, der dort die notwendigen Ressourcen für die Überholung des Expeditionsschiffs RRS Discovery für die Weiterfahrt nach Neuseeland zur Verfügung gestellt hatte.